# With a Song in My Heart
With a Song in My Heart (Brasil: Meu Coração Canta / Portugal: Quando o Coração Canta) é um filme norte-americano de 1952, do gênero drama, dirigido por Walter Lang  e estrelado por Susan Hayward e Rory Calhoun.
Trata-se da biografia cinematográfica de Jane Froman, cantora norte-americana popular na década de 1930, que ficou com graves sequelas após sobreviver a um acidente aéreo.

## Produção

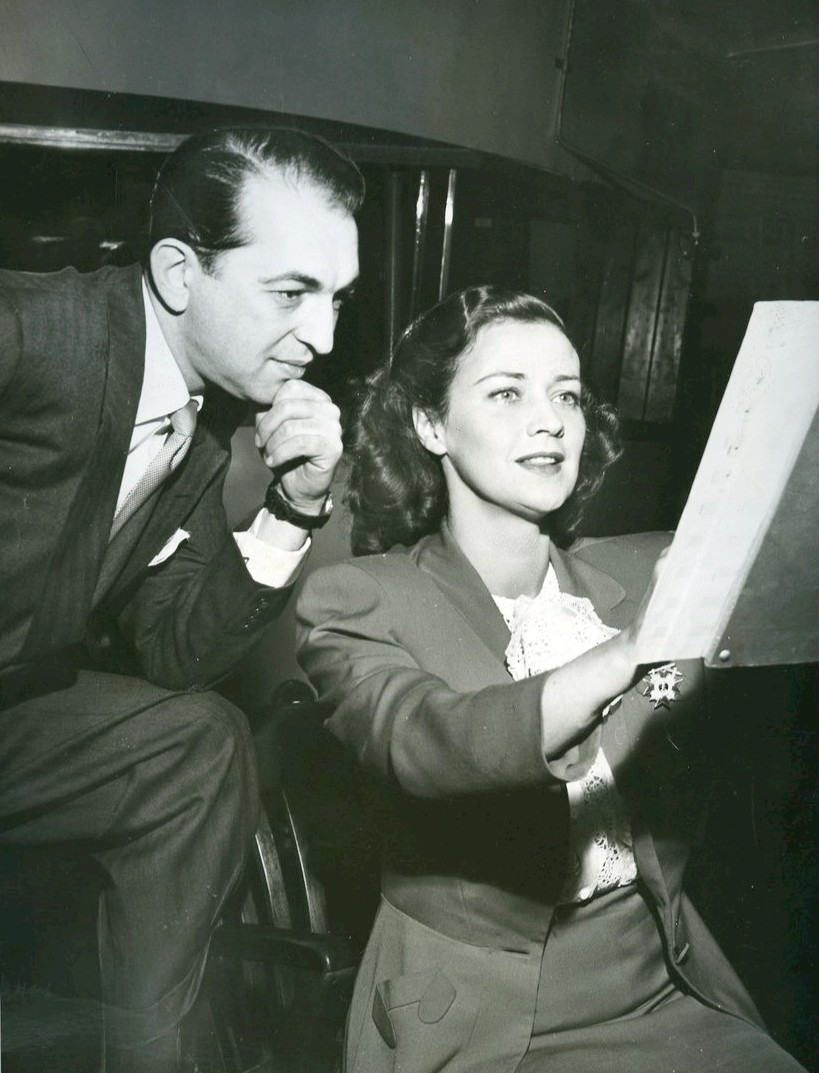
A Jane Froman da vida real, em foto de 1948 com Percy Faith.

O filme traz todas as canções pelas quais Jane Froman ficou conhecida, entre elas With a Song in My Heart, de Richard Rodgers e Lorenz Hart, Embraceable You (George e Ira Gershwin) e That Old Feeling (Sammy Fain e Lew Brown). A própria Jane Froman dubla Susan Hayward em vinte e cinco delas.
With a Song in My Heart marca a ascensão de Robert Wagner ao estrelato. Suas duas cenas como um veterano de guerra mentalmente perturbado finalmente mostraram para os executivos da 20th Century Fox que ele tinha potencial dramático.
A Academia de Artes e Ciências Cinematográficas concedeu à produção cinco indicações ao Oscar, entre elas a de Melhor Atriz para Susan Hayward, a terceira de sua carreira. O único prêmio, no entanto, foi para a trilha sonora, de Alfred Newman (a quinta das nove estatuetas que o compositor recebeu).
Para o crítico e historiador Ken Wlaschin, With a Song in My Heart é um dos dez melhores trabalhos de Susan Hayward.

## Sinopse
Esta é a história de Jane Froman, uma jovem de St. Louis que desponta no rádio e se casa com Don Ross, que passa a gerenciar sua carreira. Já famosa e com o casamento em crise, Jane é convidada a entreter as tropas durante a Segunda Guerra Mundial. O avião que a conduzia sofre um acidente próximo a Lisboa, porém Jane sobrevive. No hospital, ela conhece John Burn, um dos pilotos da aeronave, também sobrevivente. Eles iniciam um romance, enquanto Jane luta contra a invalidez e prepara seu retorno à ribalta.

## Principais premiações
| Patrocinador                                            | Prêmio       | Categoria | Situação          |
| ------------------------------------------------------- | ------------ | --- | ----------------- |
| Academia de Artes e Ciências Cinematográficas           | Oscar        | Melhor Atriz (Susan Hayward) Melhor Atriz Coadjuvante (Thelma Ritter) Melhor Figurino (cor) Melhor Mixagem de Som Melhor Trilha Sonora Original | Indicado Vencedor |
| Associação de Correspondentes Estrangeiros de Hollywood | Golden Globe | Melhor Filme - Comédia ou Musical Melhor Atriz - Comédia ou Musical (Susan Hayward)                                                             | Vencedor          |
| Writers Guild of America                                | WGA          | Melhor Roteiro - Musical | Indicado          |

## Elenco
| Ator/Atriz     | Personagem      |
| -------------- | --------------- |
| Susan Hayward  | Jane Froman     |
| Rory Calhoun   | John Burn       |
| David Wayne    | Don Ross        |
| Thelma Ritter  | Clancy          |
| Robert Wagner  | Ex-paraquedista |
| Helen Westcott | Jennifer March  |
| Una Merkel     | Irmã Marie      |
| Richard Allan  | Dançarino       |
| Max Showalter  | Harry Guild     |